# جوهرة الشمس القرناء
جوهرة الشمس القرناء (الجمع: جواهر الشمس القُرْن) (الاسم العلمي: Helictin bilophus) (بالإنجليزية: Horned sungem)‏ هو نوع من الطيور الطنانة موطنه الأصلي جزء كبير من وسط البرازيل وأجزاء من بوليفيا وسورينام. إنها تفضل الموائل المفتوحة مثل السافانا والأراضي العشبية وتحتل بسهولة الموائل التي أنشأها الإنسان مثل الحدائق. وقد وسّعت مؤخرًا نطاق انتشارها إلى جنوب الأمازون وإسبيريتو سانتو، ربما نتيجة لإزالة الغابات؛ وسّع عدد قليل من أنواع الطيور الطنانة الأخرى نطاقها مؤخرًا. جوهرة الشمس القرناء هو طائر طنان صغير ذو ذيل طويل ومنقار أسود قصير نسبيًا. يختلف الجنسين بشكل ملحوظ في المظهر، حيث يمتلك الذكور خصلتين من الريش ("قَرْنان") فوق العينين ذات الألوان الأحمر اللامع والذهبي والأخضر. لدى الذكور أيضًا قنزعة رأس زرقاء لامعة وحنجرة سوداء مع "لحية" مدببة. الأنثى أكثر وضوحًا ولها حلق بني أو أصفر برتقالي. هذا النوع هو الوحيد ضمن جنسه Heliactin.